# 410912 Lisakaroline
410912 Lisakaroline è un asteroide della fascia principale. Scoperto nel 2009, presenta un'orbita caratterizzata da un semiasse maggiore pari a 2,9784753 UA e da un'eccentricità di 0,2807769, inclinata di 0,80282° rispetto all'eclittica.